# Hemmesomyces puauluensis
Hemmesomyces puauluensis är en svampart som beskrevs av Gilb. & Nakasone 2003. Hemmesomyces puauluensis ingår i släktet Hemmesomyces och familjen Corticiaceae.   Inga underarter finns listade i Catalogue of Life.